# Parasyte: The Grey
Pour les articles homonymes, voir Parasite.
Production
Diffusion
Parasyte: The Grey (hangeul : 기생수: 더 그레이 ; RR : Gisaengsu: deo geulei ; MR : Kisaengsu tŏ kŭrei ; litt. « Bête parasite : le Gris ») est une mini-série télévisée sud-coréenne en six épisodes de 45 minutes environ, créée par Yeon Sang-ho et diffusée depuis de le 5 avril 2024 sur la plateforme Netflix.
Il s'agit de l'adaptation en prises de vues réelles du manga Parasite (寄生獣), créé par Hitoshi Iwaaki,, pour les magazines Morning Open Shūkan, puis Afternoon de l'éditeur Kōdansha, entre novembre 1988 et décembre 1994, vendue à plus de 25 millions d'exemplaires dans plus de 20 régions sud-coréennes.

## Synopsis
Une myriade de créatures parasites tombe de l'espace et commencent à infester des humains, à les tuer et à les transformer complètement en créatures capable de métamorphoser leur tête de n’importe quelle façon.

## Distribution

### Acteurs principaux
- Jeon So-nee (en) (VF : Laure Filiu) : Jeong Su-in / Heidi, victime parasite
- Koo Kyo-hwan (en) (VF : Adrien Larmande) : Seol Kang-woo, petit gangster
- Lee Jeong-hyeon (VF : Ludivine Maffren) : Choi Joon-kyeong, cheffe d'équipe de la division « Grey »

### Acteurs secondaires
- Kwon Hae-hyo (VF : Jean-Baptiste Marcenac) : Kim Cheol-min, inspecteur de la station de police à Namil
- Kim In-kwon (en) (VF : Pascal Nowak) : Kang Won-seok, jeune inspecteur et collègue de Cheol-min
- Yoon Hyun-gil (VF : Christèle Billault) : Seol Kyung-hee, sœur ainée de Kang-woo
- Lee Hyun-kyun (VF : Jérémy Prévost) : Kwon Hyuk-joo, pasteur et chef des parasites
- Moon Ju-yeon (VF : Chloé Berthier) : Seol Jin-hee, petite sœur de Kang-woo

### Acteur invité
- Masaki Suda : Shinichi Izumi (épisode 6)

## Production

### Développement
Fin juin 2022, le réalisateur Yeon Sang-ho est annoncé dans sa préparation de son projet, provisionnement intitulé The Grey, pour Netflix, troisième collaboration entre la plateforme et le réalisateur, après Hellbound (지옥, 2021) et Jung_E (정이, 2023). Début juillet, le titre officiel est révélé : Parasyte: The Grey, adapté du manga Parasite (寄生獣) de Hitoshi Iwaaki. En août, Ryoo Yong-jae se joint à Yeon Sang-ho pour le scénario, et la série est assurée par les sociétés de productions, Climax Studio et Wow Point.

### Attribution des rôles
|  |

Fin juin 2022, l'acteur Koo Kyo-hwan retrouve le réalisateur Yeon Sang-ho pour la troisième fois, après Peninsula (반도, 2020) et Monstrous (괴이, 2022). Début juillet, l'actrice Jeon So-nee est choisie pour un rôle principal. En août, ces deux derniers ont pour rôles de Seol Kang-woo, poursuivant les parasites dans le but de retrouver sa sœur, et Jeong Su-in, entamant une cohabitation avec un parasite qui ne parvient pas à lui voler son cerveau, ainsi que l'actrice Lee Jeong-hyeon, incarnant Choi Joon-kyeong, la cheffe d'équipe de la division « Grey ».
Mi-mars 2024, Kwon Hae-hyo et Kim In-kwon sont annoncés. Le 5 avril, jour de la diffusion, l'acteur et chanteur japonais Masaki Suda y est découvert dans le rôle de Shinichi Izumi, personnage principal de la version manga Parasite.

### Tournage
Le tournage débute en août 2022, dans la région de la capitale Séoul, dont le Songpa-gu où se trouve stade olympique de Séoul et prend fin à la fin de cette année pour la première saison.

### Musique
La musique de la série est composée par Chai Min-joo et Kim Dong-wook.

### Fiche technique
- Titre original : 기생수: 더 그레이
- Titre anglophone : Parasyte: The Grey
- Réalisation : Yeon Sang-ho
- Scénario : Ryoo Yong-jae et Yeon Sang-ho, d'après le manga Parasite (寄生獣) de Hitoshi Iwaaki[3]
- Musique : Chai Min-joo et Kim Dong-wook[8]
- Production : Yeon Sang-ho[3]
- Sociétés de production : Climax Studio et Wow Point[3]
- Sociétés de distribution : Netflix
- Pays de production :  Corée du Sud
- Langue originale : coréen
- Format : couleur
- Genre : action, horreur, science-fiction
- Nombre de saisons : 1
- Nombre d'épisodes : 6
- Durée : 43 à 61 minutes
- Date de première diffusion : 5 avril 2024 sur Netflix

## Épisodes
La série est constituée de six épisodes, dépourvus de titres.